# كرة السلة في لبنان
كرة السلة هي إحدى الرياضات الأكثر شعبية في لبنان. الاتحاد اللبناني لكرة السلة هو عضو في الاتحاد الآسيوي لكرة السلة والاتحاد الدولي لكرة السلة وأيضًا عضو في الاتحاد العربي لكرة السلة.

## التاريخ
ترجع بدايات كرة السلة في لبنان إلى مُنتصف العشرينيات من القرن العشرين.
 تأهل منتخب لبنان لكرة السلة ثلاث مرات مُتتالية إلى بطولة العالم لكرة السلة في الأعوام 2002 و2006 و2010 وفي 2023. فاز المنتخب اللبناني لكرة السلة بكأس آسيا ستانكوفيتش 2010 فيبا على ملعبه. ويحتلون المرتبة 24 في التصنيف العالمي. يحتل المنتخب الوطني للسيدات المركز 61 على مستوى العالم ويلعب حاليًا المستوى الأول في بطولة آسيا لكرة السلة للسيدات. شارك المنتخب اللبناني تحت 19 سنة في بطولة العالم لكرة السلة تحت 19 سنة 2007 حيث احتل المركز الرابع عشر.

## الدوري اللبناني لكرة السلة
يُنظم الدوري اللبناني لكرة السلة ومسابقة الكأس. ويعتبر ناديي سبورتنج الرياضي بيروت والحكمة للرجال أنجح أندية كرة السلة اللبنانية، حيث فاز كلاهما بأكبر عدد من البطولات في الدوري اللبناني لكرة السلة، وكذلك بطولة الأندية العربية، وكأس أبطال الوابا، وكأس أبطال آسيا لكرة السلة، وأنترانيك إس سي للسيدات، بعد أن فازوا بالدوري اللبناني لكرة السلة، بطولة الأندية العربية لكرة السلة للسيدات وكأس أبطال الوابا.

## أشهر لاعبي كرة السلة اللبنانيين
- فادي الخطيب
- روني صيقلي
- جو فوغل
- جان عبد النور
- علي محمود
- طوني حرب
- شانتال أندرسون (امرأة)
- برايان بشارة
- روني فهد
- مات فريج
- إيلي مشنتف
- جاكسون فرومان

- غالب رضا
- عمر الترك
- روي سماحة
- صباح خوري
- إيلي رستم
- دانيال فارس
- رودريغ عقل
- جوليان قزوح
- احمد إبراهيم

## أشهر مدربي كرة السلة اللبنانيين
- غسان سركيس
- فؤاد أبو شقرا
- جو نبهان مجاعيس

## كأس أبطال آسيا لكرة السلة
فاز الحكمة بكأس أبطال آسيا لكرة السلة 3 مرات كرقم قياسي. بالإضافة إلى ذلك، فاز منافسهم الرياضي بالكأس مرتين، وبذلك تملك الأندية اللبنانية 5 ألقاب.